# Пародия сосочковая
Паро́дия сосо́чковая, или Нотока́ктус сосо́чковый (лат. Parodia mammulosa, или Notocactus mammulosus) — кактус из рода Пародия, выделяется некоторыми систематиками в род Нотокактус.

## Описание
Стебель шаровидный, с возрастом коротко-цилиндрический, до 10 см высотой и 6 см в диаметре, серо-зелёный. Рёбер 18-20, с крупными, подбородковидными бугорками.
Радиальных колючек 10-15, они до 0,5 см длиной, желтовато-белые; центральных колючек 3-4, они до 1,5 см длиной, шиловидные, жёлтые с коричневым кончиком.
Цветки до 4 см длиной, канареечно-жёлтые, ароматные.

## Распространение
Эндемик Бразилии, Аргентины и Уругвая.

## Синонимы
- Echinocactus mammulosus
- Malacocarpus mammulosus
- Notocactus mammulosus
- Echinocactus orthacanthus
- Malacocarpus orthacanthus
- Notocactus orthacanthus
- Echinocactus hypocrateriformis
- Notocactus hypocrateriformis
- Echinocactus submammulosus
- Notocactus submammulosus
- Parodia submammulosa
- Echinocactus pampeanus
- Notocactus pampeanus
- Echinocactus floricomus
- Notocactus floricomus
- Notocactus roseoluteus
- Notocactus eugenia
- Notocactus mueller-moelleri
- Notocactus cristatoides
- Notocactus paulus
- Notocactus megalanthus
- Notocactus erythracanthus
- Notocactus macambarensis
- Notocactus ritterianus